# Cornelis van Staveren
Cornelis van Staveren (ur. 14 czerwca 1889 w Leimuiden, zm. 10 kwietnia 1982 w Oude Wetering) – holenderski żeglarz, olimpijczyk, zdobywca srebrnego medalu w regatach na Letnich Igrzyskach Olimpijskich w 1928 roku w Amsterdamie.
Na Letnich Igrzyskach Olimpijskich 1928 zdobył srebro w żeglarskiej klasie 8 metrów. Załogę jachtu Hollandia tworzyli również Gerard de Vries Lentsch, Hendrik Kersken, Johannes van Hoolwerff, Lambertus Doedes i Maarten de Wit.